# Рейчелл Вайінберг
Рейчелл Вайінберг  (англ. Rachelle Viinberg, при народженні Де Йонг (De Jong), 30 квітня 1979) — канадська веслувальниця, олімпійська медалістка. З 2012 року зайнялася натуропатичною практикою в Торонто. Має українське коріння.

## Виступи на Олімпіадах
| Олімпіада   | Дисципліна                     | Місце |
| ----------- | ------------------------------ | ----- |
| Пекін 2008  | четвірка парна                 | 8     |
| Лондон 2012 | вісімка розстібна зі стерновим | 2     |

## Зовнішні посилання
- Досьє на sport.references.com[недоступне посилання]

1. ↑  Rachelle Viinberg